# 卸甲镇
卸甲镇是中华人民共和国江苏省扬州市高邮市下辖的一个镇。
2013年8月15日，江苏省人民政府批复同意撤销八桥镇、卸甲镇，将原八桥镇、卸甲镇行政区域合并设立新的卸甲镇。镇人民政府驻原卸甲镇飞达大道北侧。

## 行政区划
卸甲镇下辖以下村级行政区划单位：
八桥社区、张余村、陈堡村、恒丰村、金港村、金沟村、卸甲社区、伯勤社区、龙奔社区、卸甲村、郭楼村、一平村、潘阳村、大庵村、金家村、三河村、伯勤村、花阳村、龙奔村、三新村和周邶墩村。